# Parque nacional Fuentes Brotantes de Tlalpan
El Parque Nacional Fuentes Brotantes de Tlalpan se encuentra al sur de la Ciudad de México, específicamente en la delegación de Tlalpan. Es un espacio natural cuyo principal objetivo es conservar algunos manantiales que brotan de las faldas de la Sierra del Ajusco y cuyo nacimiento está en el fondo de la barranca que conforma el lugar y alimentan el lago del parque

Sendero elevado

Fue declarado parque nacional en 1936. Tiene senderos naturales, área de juegos infantiles, zona de alimentos y un pequeño lago que sirve de hábitat a numerosos patos, peces y tortugas. En 1999, el Gobierno de la Ciudad de México y la Secretaría de Medio Ambiente y Recursos Naturales, también conocido como SEMARNAT, firmaron un acuerdo mediante el cual se transfiere la administración del Parque al Gobierno Federal.

## Historia
A finales del siglo XVIII los terrenos del pueblo de Santa Úrsula Xitla fueron vendidos a la Hacienda de Tochihuitl y cerca de ese lugar se formó la fábrica de hilados y tejidos La Fama Montañesa. Este terreno incluía una serie de manantiales que alimentaban la fábrica y perteneció en un momento a Ricardo Sainz; a este conjunto de manantiales se les conocía como "Las fuentes" y estaban rodeados por árboles de alcanfor.

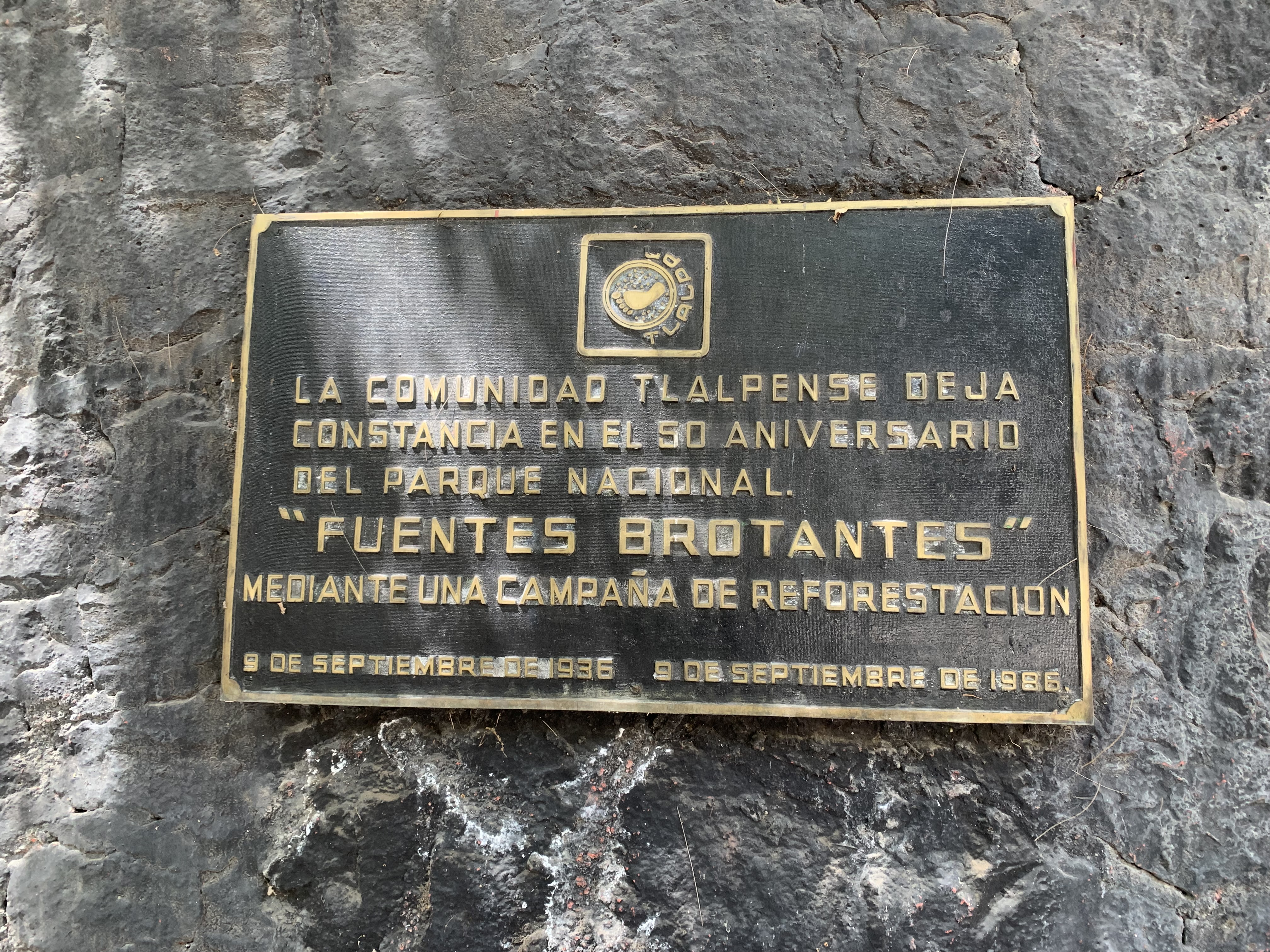
Placa 50 aniversario

En un momento los dueños de la fábrica y el Ayuntamiento peleaban por la propiedad que incluía los manantiales de Las Fuentes . No fue hasta el 9 de septiembre de 1936 que, en ese entonces, el Presidente de México, Lázaro Cárdenas del Río decretó que las Fuentes Brotantes tuviera la categoría de parque nacional con el objetivo de preservar los bosques contra las amenazas del hombre. En ese decreto se destinaban 129 hectáreas, que en algún momento formaron parte del rancho Teochtihuitl para recreo popular y lugar de enseñanza forestal y pesca.
Actualmente, de las 129 hectáreas que estaban destinadas a este parque quedan solo 8. Las demás han ido desapareciendo por el crecimiento de la Ciudad de México, existen alrededor de 150 casas irregulares en este lugar que cuentan con luz, teléfono y recolectan agua del riachuelo.

## Aspectos físicos

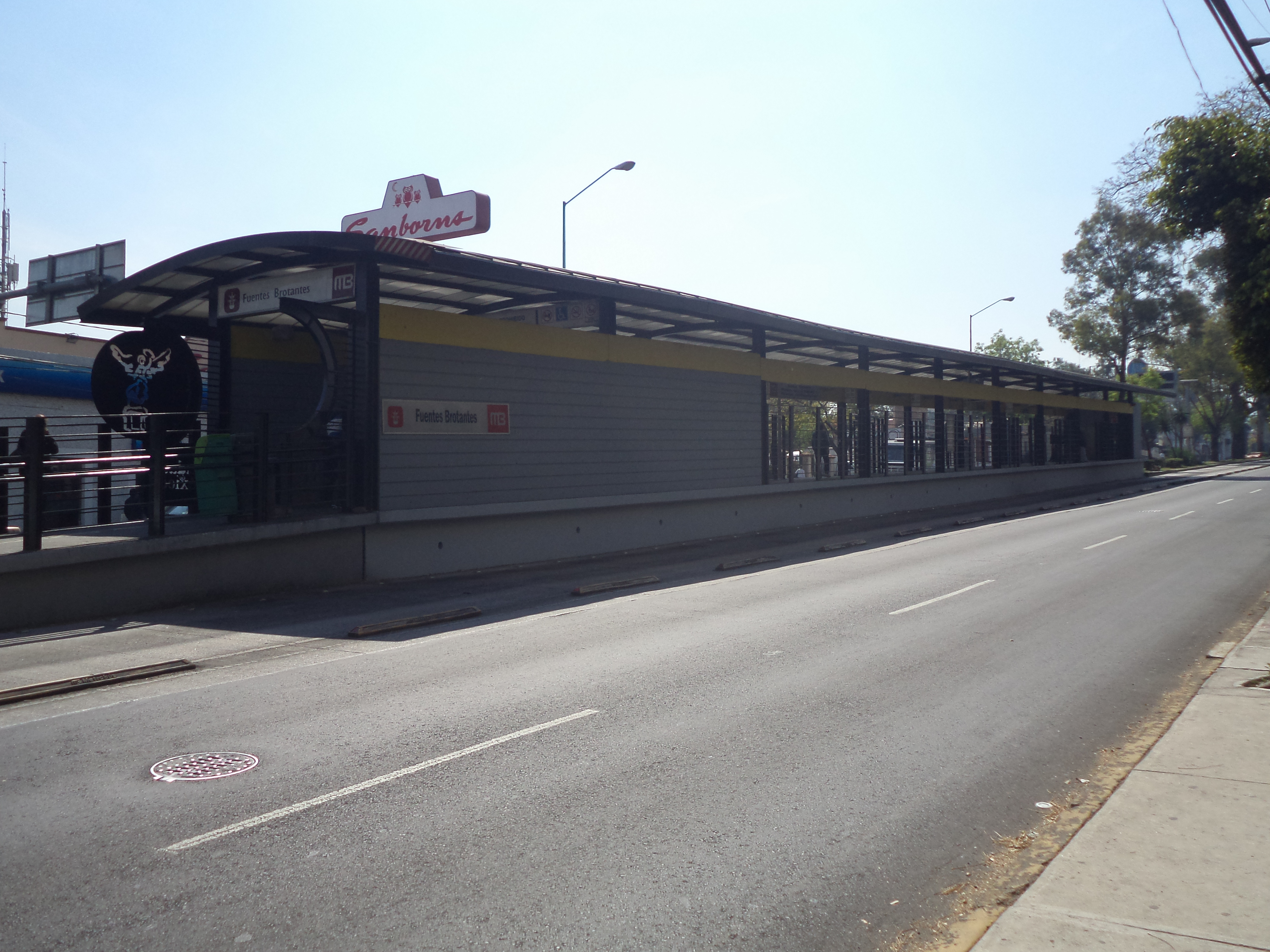
Estación del Metrobús

### Localización
El Parque Nacional Fuentes Brotantes de Tlalpan  en la delegación de Tlalpan, al sur de la Ciudad de México. Para llegar se debe tomar la avenida Insurgentes Sur, con dirección al sur y, pasando el Instituto Nacional de Neurología y Neurocirugía tomar la avenida Fuentes Brotantes, la cual llega directo al parque.
Usando el transporte público de la ciudad se puede llegar en Metrobús; la estación más cercana al parque lleva el mismo nombre que este, estación Fuentes Brotantes, y se encuentra a una cuadra de la avenida Fuentes Brotantes que es el acceso al parque.

### Orografía e Hidrografía
El parque se encuentra a 2250 metros sobre el nivel del mar, en promedio. Comprende una barranca de la cual brotan manantiales de agua proveniente de la Sierra del Ajusco. En la década de los 30 del siglo XX existían 16 manantiales en el lugar; en el 2015 queda solo un manantial y es el que forma el lago artificial donde están los patos, cisnes y peces -atractivos del parque y un pequeño arroyo.

### Clima
El clima es el que predomina en la zona sur del Valle de México: templado-húmedo con lluvias en verano.

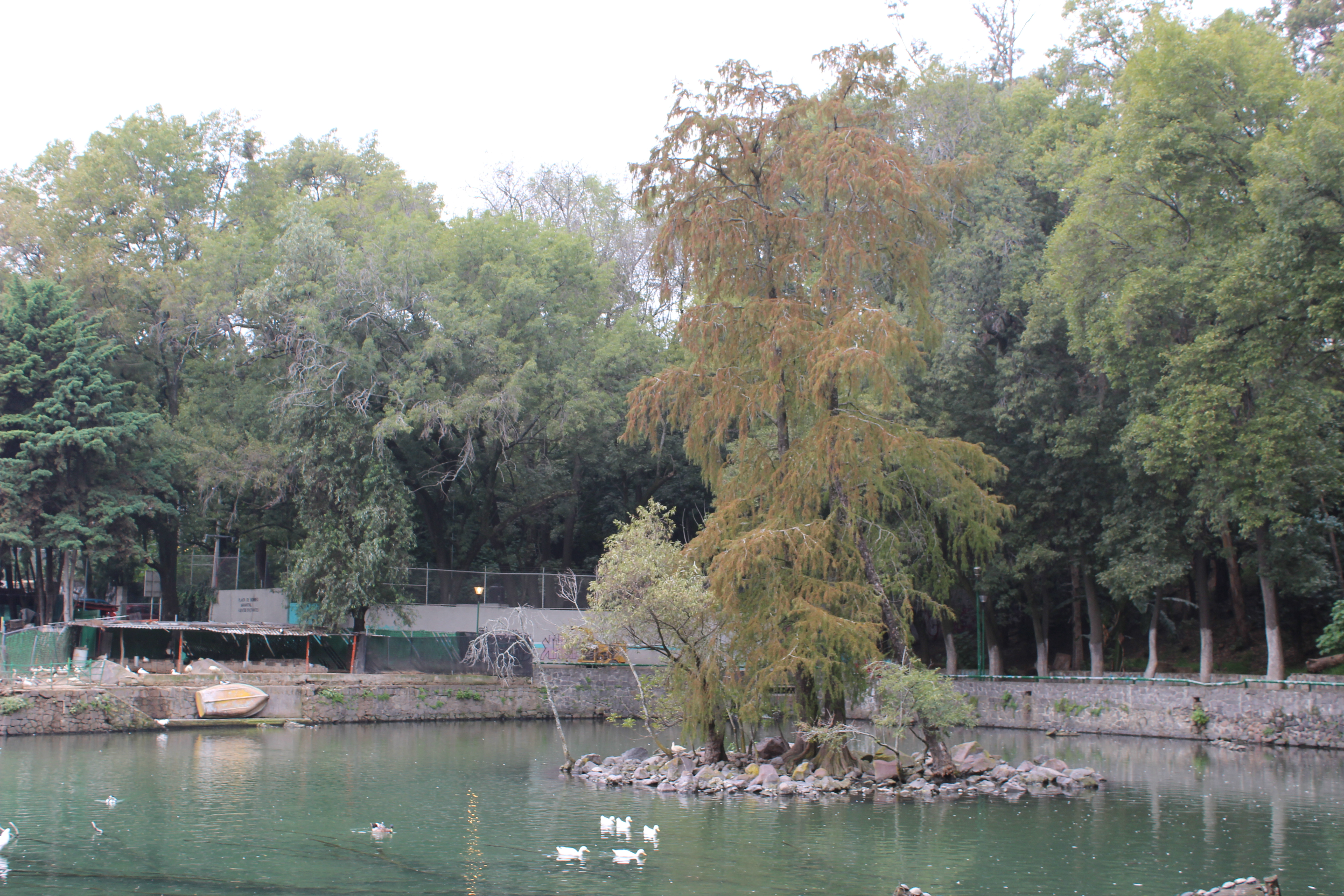
Ahuehuete en el lago

## Biodiversidad
De acuerdo al Sistema Nacional de Información sobre Biodiversidad de la Comisión Nacional para el Conocimiento y Uso de la Biodiversidad (CONABIO) en el Parque Nacional Fuentes Brotantes de Tlalpan habitan más de 200 especies de plantas y animales de las cuales 11 se encuentran dentro de alguna categoría de riesgo de la Norma Oficial Mexicana NOM-059  y 11 son exóticas,

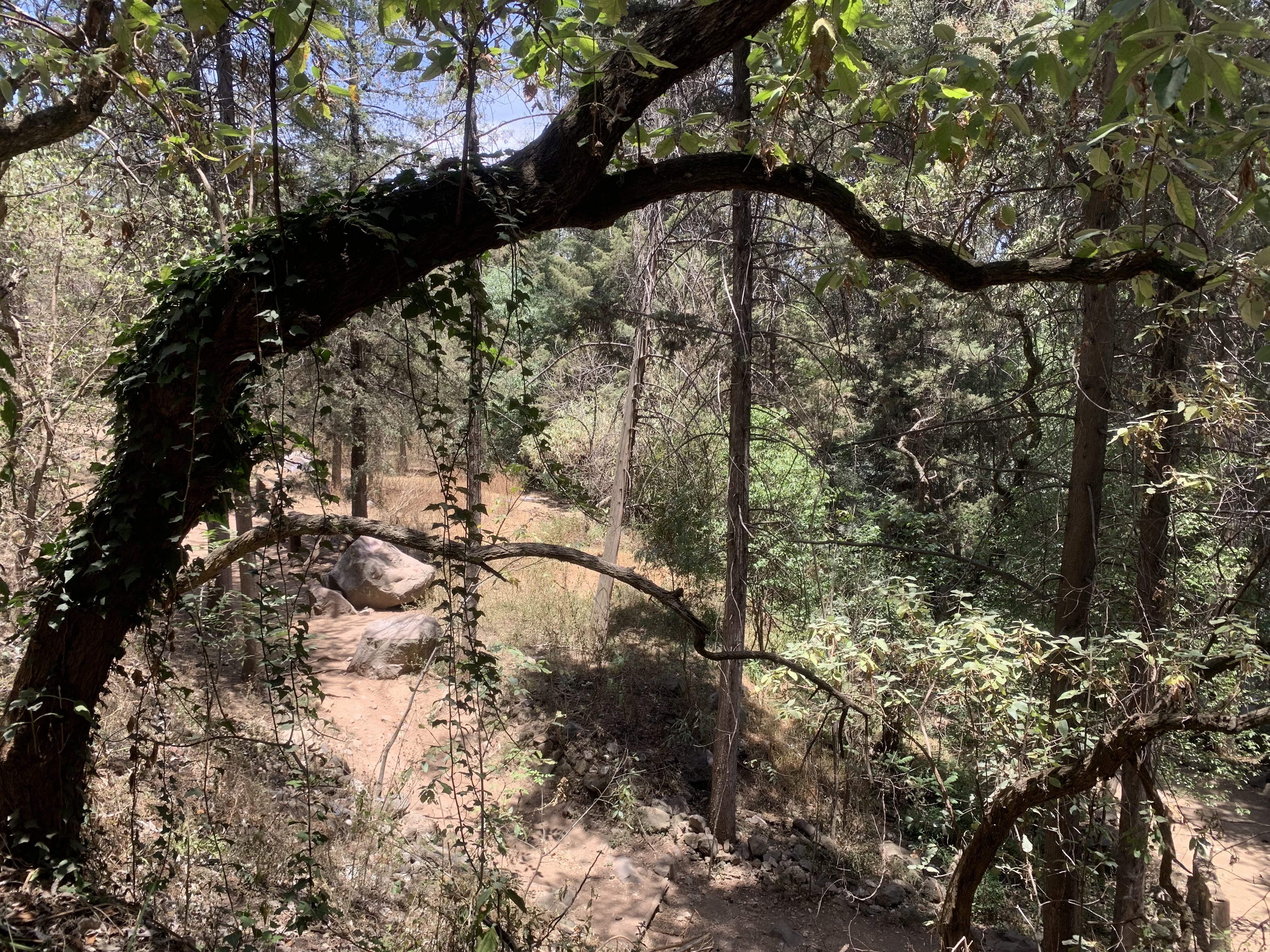
Bosque con encinos

### Flora
Está considerado como un bosque de cedro y eucalipto por el sistema de áreas naturales protegidas. Sin embargo, también existen encinos y pinos, aunque su vegetación predominante sea el matorral xerófilo originario del sitio que se formó con la explosión del volcán Xitle (el cual tiene tepozán, tepozancillo, chapulixtle, palo loco). También existen Quercus crassipes, Quercus rugosa, Quercus laurina, pino y ahuehuetes como el que se encuentra en medio del lago. Quedan pocas de las especies originales del parque, como lo es la oreja de burro.

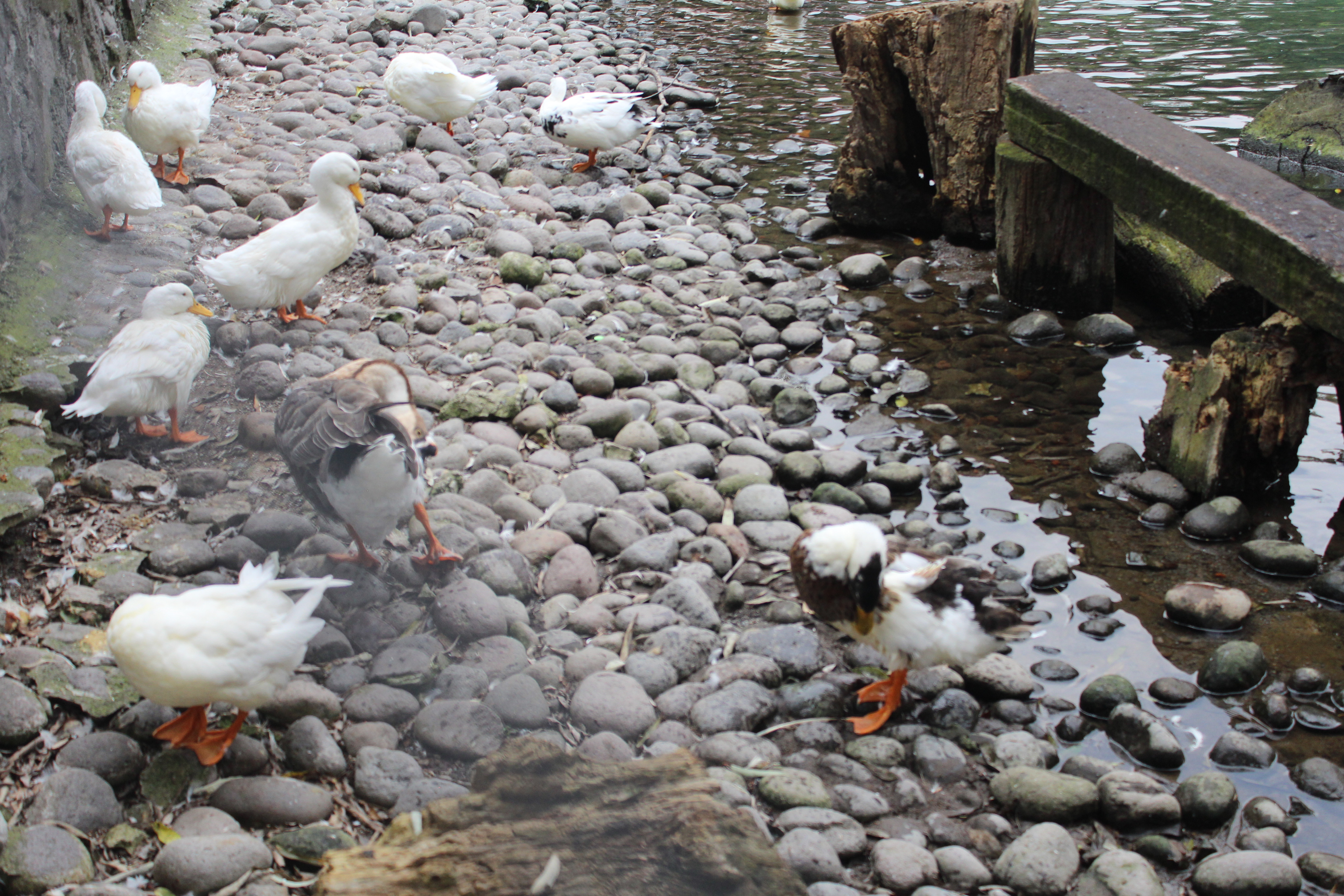

### Fauna
La fauna del lugar se debe más que nada a especies introducidas como patos, cisnes, tortugas y peces (los cuales se encuentran en el lago). De acuerdo a la Procuraduría Ambiental y del Ordenamiento Territorial de la Ciudad de México, PAOT, la fauna representativa del lugar son anfibios y reptiles, salamandras, lagartijas, víboras, zafiro oreja blanca, pájaros carpinteros, picogordo trigillo, colibrí, tordos y gorriones. Entre los mamíferos que habitan el lugar se encuentran el tlacuache, el cacomixtle, ratones y conejos castellanos.

## Problemas ambientales
El crecimiento urbano de la Ciudad de México ha obligado al parque a reducir su extensión original. Con el decreto de 1999, se declaró el problema que eran los asentamiento irregulares en los alrededores del Parque y quienes han consumido parte de las hectáreas que este tenía originalmente. La delegación de Tlalpan, donde se ubica el Parque, ha intentado combatir este asentamiento irregular, pero no ha logrado conseguirlo.
Por otro lado, la reducción de los manantiales cuya agua ha sido ocupada para el consumo de la ciudad, hoy solo cuatro manantiales son ocupados para el lago que se ubica en el lugar.
Diversos eventos culturales se han realizado en años recientes; eventos enfocados a abrir la vida cultural y musical de la zona. Se trató de instalar un tianguis músico y cultural, sin lograr una existencia duradera. Se han realizado obras de teatro y diferentes conciertos masivos, como los del festival Ollin Kan de las culturas en resistencia, que hasta el año 2009 se realizó en la delegación Tlalpan y llenó los oídos de música de diferentes partes del mundo. Asia, África, Latinoamérica y Europa eran los representados en ritmos como el reggae, el ska, el dub, la música balcánika, jazz, klezmer, entre otros. Músicos y grupos tan variados como Las Cabezas de Cera, Los de Abajo, Actitud María, La Barranca, entre otros, han sido parte de la oferta cultural y musical que se ha ofrecido en el parque.

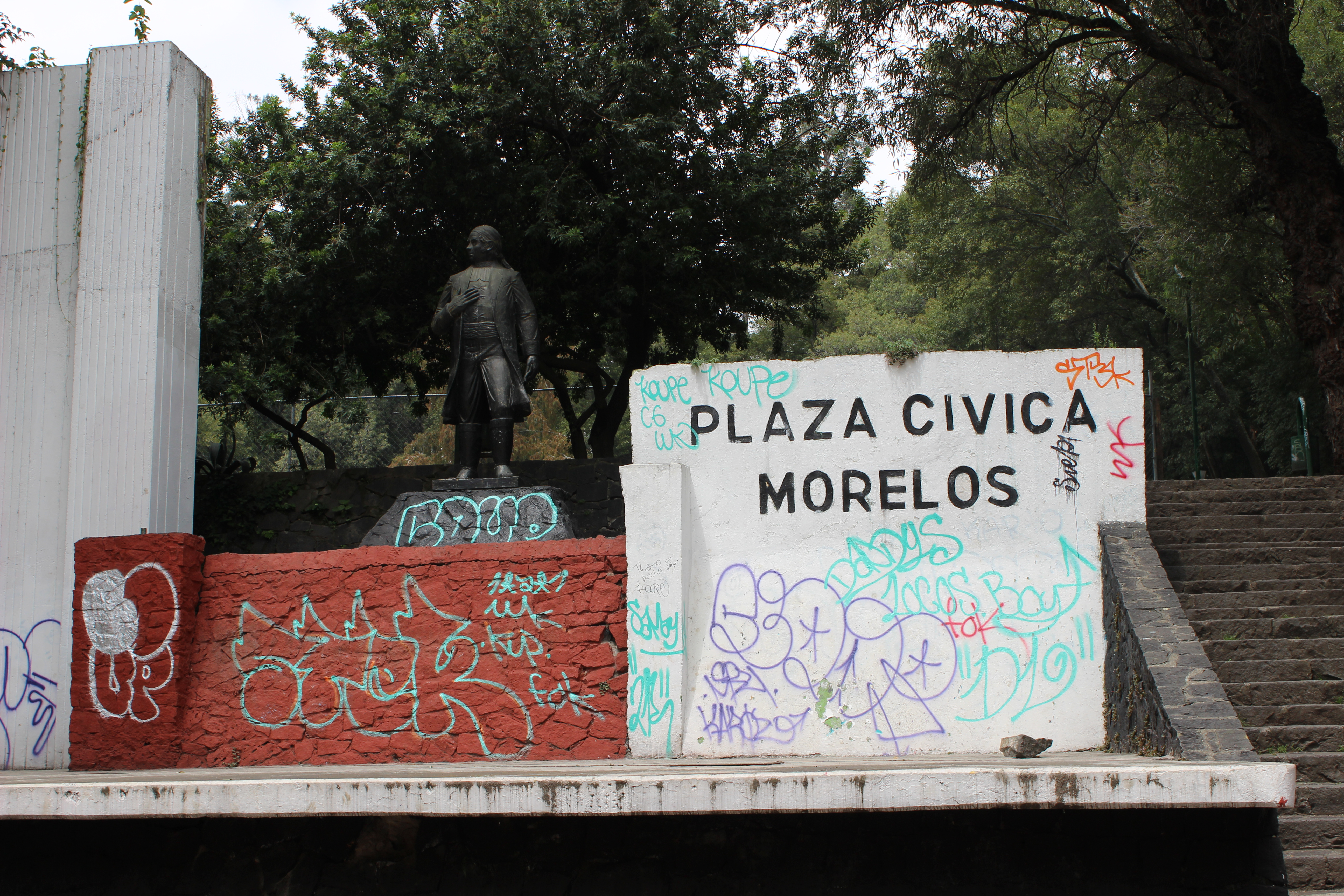
Daños por grafiti en el Parque Nacional Fuentes Brotantes

### Debate
El parque ha sufrido un abandono por las autoridades y varios de sus espacios han sido víctimas de vandalismos como grafitis. Consecuencias de este abandono ha llevado a la Procuraduría Ambiental y del Ordenamiento Territorial a emitir una recomendación para que el cuidado del parque le sea retirado a la delegación de Tlalpan y que el Gobierno de la Ciudad de México se encargue de los cuidados de este. El abandono del Parque es tal, que se está hablando de una recategorización del mismo y otras áreas naturales protegidas

## Leyendas
Además del contexto histórico y geográfico, este espacio natural ha sido escenario para la recreación de algunas leyendas, que hacen una conjugación mítica con el paisaje.Algunas de las más populares entre los lugareños, refieren a la llamada “Llorona de las Fuentes Brotantes”, una mujer vestida de blanco y largo cabello negro suelto, que fue observada entre el bosque por un hombre que regresaba del trabajo, ya caída la media noche. Este hecho provocó la creencia de que “la Llorona” penaba en el parque, pues algunos aseguraron escuchar el llanto de una mujer al cruzar por el bosque. Otra leyenda referida a este lugar, es la de “El Ciego Dionisio y su encuentro con la Llorona”.  Se relata, que en el tiempo en que este espacio fue declarado parque nacional por el gobierno, Dionisio Yepes fue nombrado encargado y vigilante. Una noche mientras recorría los alrededores, observó a una mujer a la orilla del lago solicitando ayuda. Al acercarse, fue tan grande el impacto de lo que vio que cayó inconsciente y se dice que al siguiente día cuando fue encontrado, estaba tan perplejo que quedó ciego desde entonces. 

## Actividades Culturales

### Conciertos
En el parque se han realizados varios conciertos con acceso gratuito, destacan bandas como los Bunkers, Kinky, Jessy Bulbo, Telekrimen, la Parranda Magna. Este tipo de actividades permite utilizar el espacio público y acercar a las personas con los espación naturales que se pueden disfrutar en la ciudad.